# Arctosa albida
Arctosa albida är en spindelart som först beskrevs av Simon 1898.  Arctosa albida ingår i släktet Arctosa och familjen vargspindlar. Inga underarter finns listade i Catalogue of Life.